# Turkiets MotoGP 2006
Turkiets MotoGP 2006 var ett race som kördes den 30 april på Istanbul Park.

## MotoGP
Marco Melandri fick igång sin kampanj ordentligt med att ta sin andra raka seger i Turkiet, från en fjortondeplats på gridden, efter ett regningt kval. Topp tre var alla Hondor, med den stora överraskningen Casey Stoner på en andraplats, bara fyra tiondelar bakom Melandri. Nicky Hayden slog Valentino Rossi i kampen om tredjeplatsen, och tog sig förbi Loris Capirossi i VM.

### Resultat
| Plats | Förare           | Märke    | Grid |
| ----- | ---------------- | -------- | ---- |
| 1     | Marco Melandri   | Honda    | 14   |
| 2     | Casey Stoner     | Honda    | 7    |
| 3     | Nicky Hayden     | Honda    | 2    |
| 4     | Valentino Rossi  | Yamaha   | 11   |
| 5     | Toni Elías       | Honda    | 12   |
| 6     | Loris Capirossi  | Ducati   | 4    |
| 7     | Chris Vermeulen  | Suzuki   | 1    |
| 8     | Shinya Nakano    | Kawasaki | 8    |
| 9     | Colin Edwards    | Yamaha   | 9    |
| 10    | Makoto Tamada    | Honda    | 13   |
| 11    | Sete Gibernau    | Ducati   | 3    |
| 12    | Randy de Puniet  | Kawasaki | 6    |
| 13    | Kenny Roberts Jr | KR       | 10   |
| 14    | Dani Pedrosa     | Honda    | 16   |
| 15    | Carlos Checa     | Yamaha   | 15   |